# القطاع 18 بمأرب
القطاع 18 بمأرب أو قطاع مأرب الجوف هو أحد القطاعات المنتجة للنفط والغاز في اليمن، بدأ الإنتاج منه منذ 1986م.

## خطوط الأنابيب الرئيسية
- خط أنابيب النفط مأرب - رأس عيسى.
- خط أنابيب الغاز مأرب - بلحاف.